# 思春期のブルース
『思春期のブルース』（ししゅんきのブルース）は、GOING UNDER GROUNDのアルバム。Johnより1999年9月23日発売。

## 概要
インディーズ2枚目のミニアルバム。1作目に続き上田ケンジを共同プロデューサーに迎え、UK PROJECT内に立ち上げた上田の個人レーベル『John』の第1弾作品として発売された。レーベルのウェブサイトでは「疾走する歪んだギターサウンドを聞かせる曲や、弾き語りの曲、浮遊感漂う曲など1曲1曲が独特の色を持っている。しかし、そこには彼等のスタイルがしっかりと共存し、GOING UNDER GROUNDのサウンドとしてまとまった1枚になっている」と紹介されている。
松本素生（ボーカル）のクレジット表記が「松本ソウ」となっている。

## 収録曲
1. RIDE ON
（作詞・作曲：松本ソウ・中澤寛規）
2. 思春期のブルース
（作詞・作曲：松本ソウ）
本作のリード曲としてMVが制作された。ベストアルバム『COMPLETE SINGLE COLLECTION 1998-2008』に収録。TSUTAYA限定販売のUKプロジェクト制作コンピレーションアルバム『SING ROCK EVOLUTION』（2002年6月19日発売）にも収録されている[2]。
3. パーフェクト
（作詞・作曲：松本ソウ）
4. 夕方
（作詞・作曲：河野丈洋）
ドラムの河野丈洋がバイオリンを演奏している。
5. APOLLO
（作詞・作曲：松本ソウ・中澤寛規）